# McLaren M29

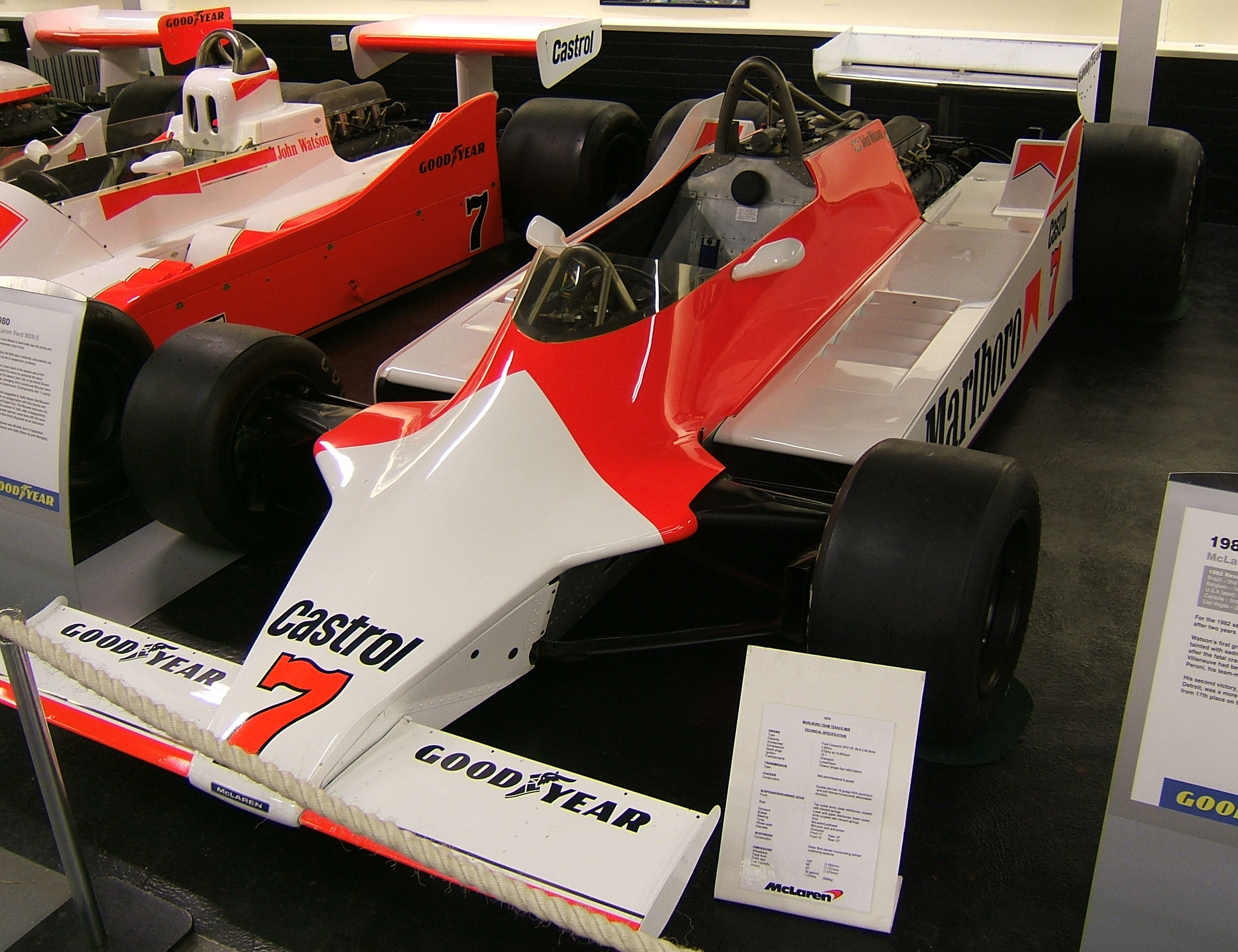
McLaren M29

McLaren M29 je monopost formule 1, který jezdil v letech 1979 až 1981.
- 1979 – Šasi M29 bylo nasazeno v modifikaci A až na poslední tři závody. Bylo to už páté šasi, které toho roku McLaren použil. Jezdili s ním John Watson a Patrick Tambay. John Watson s ním získal dvě šestá místa.
- 1980 – John Watson, Alain Prost a Stephen South získali dohromady s modifikacemi B a C 11 bodů a dostali svou stáj na 7. místo v poháru konstruktérů.
- 1981 – Z prvních šesti závodů nezískal John Watson ani Andrea de Cesaris žádný bod, a tak byla modifikace F vyřazena a nahrazena šasi MP4/1.